# National First Division 2024-2025
La National First Division 2024-2025 è stata la 29ª edizione della seconda serie del campionato di calcio del Sudafrica, dalla sua fondazione nel 1996. La stagione è iniziata il 24 agosto 2024 e si è conclusa il 18 maggio 2025 con la vittoria del Durban City, al suo primo titolo.
Capocannoniere del torneo è stato Muzomuhle Khanyi (Hungry Lions) con 17 reti.

## Stagione

### Novità
Dalla prima divisione 2023-2024 è retrocesso il Cape Town Spurs, ultima classificata in campionato. Dalla National First Division è invece stato promosso il Magesi. Dalla Second Division sono stati promossi il Kruger Utd e l'Highbury.
Nell'agosto 2024 il Maritzburg United ha cambiato denominazione in Durban City.

### Formula
Le 16 squadre partecipanti giocano un girone all'italiana con partite di andata e ritorno, per un totale di 30 giornate. Al termine della stagione, la squadra prima classificata viene promossa in massima serie, mentre la seconda e la terza partecipano ai play-off.
Le ultime due classificate retrocedono automaticamente in Second Division.

## Squadre partecipanti
- Baroka
- Black Leopards
- Cape Town Spurs
- Casric Stars
- Durban City
- Highbury
- Hungry Lions
- JDR Stars
- Kruger Utd
- Leruma Utd
- Milford
- Orbit College
- Pretoria Callies
- University of Pretoria
- Upington City
- Venda

## Classifica
|  | Pos. | Squadra                | Pt | G  | V  | N  | P  | GF | GS | DR  |
|  | ---- | ---------------------- | -- | -- | -- | -- | -- | -- | -- | --- |
|  | 1.   | Durban City            | 58 | 30 | 17 | 7  | 6  | 44 | 23 | +21 |
|  | 2.   | Orbit College          | 53 | 30 | 14 | 11 | 5  | 33 | 19 | +14 |
|  | 3.   | Casric Stars           | 48 | 30 | 13 | 9  | 8  | 38 | 39 | +9  |
|  | 4.   | Black Leopards         | 47 | 30 | 13 | 8  | 9  | 43 | 37 | +6  |
|  | 5.   | Kruger Utd             | 45 | 30 | 12 | 9  | 9  | 34 | 31 | +3  |
|  | 6.   | Milford                | 43 | 30 | 12 | 7  | 11 | 35 | 37 | –2  |
|  | 7.   | JDR Stars              | 43 | 30 | 11 | 10 | 9  | 30 | 33 | –3  |
|  | 8.   | Baroka                 | 41 | 30 | 10 | 11 | 9  | 39 | 41 | –2  |
|  | 9.   | Highbury               | 38 | 30 | 8  | 10 | 12 | 29 | 28 | +1  |
|  | 10.  | University of Pretoria | 38 | 30 | 9  | 11 | 10 | 27 | 31 | –4  |
|  | 11.  | Pretoria Callies       | 36 | 30 | 10 | 6  | 14 | 23 | 36 | –13 |
|  | 12.  | Upington City          | 35 | 30 | 8  | 11 | 11 | 28 | 30 | –2  |
|  | 13.  | Hungry Lions           | 33 | 30 | 8  | 9  | 13 | 35 | 35 | 0   |
|  | 14.  | Venda                  | 31 | 30 | 7  | 10 | 13 | 30 | 34 | –4  |
|  | 15.  | Cape Town Spurs        | 30 | 30 | 6  | 12 | 12 | 24 | 30 | –6  |
|  | 16.  | Leruma Utd             | 27 | 30 | 6  | 9  | 15 | 20 | 39 | –19 |

Legenda
      Promossa in Premier Division 2025-2026.
 Ammessa ai play-off promozione/retrocessione.
      Retrocessa in Second Division 2025-2026.
Note:
Tre punti a vittoria, uno a pareggio, zero a sconfitta.